# Ağrı Challenger
A Ağrı Challenger é uma competição de tênis masculino, realizado em piso duro, válido pelo ATP Challenger Tour, em outubro de 2015, na cidade de Ağrı, Turquia.

## Edições

### Simples
| Ano  | Campeão        | Vice-Campeão  | Placar   |
| ---- | -------------- | ------------- | -------- |
| 2015 | Farrukh Dustov | Saketh Myneni | 6–4, 6–4 |

### Duplas
| Ano  | Campeões                            | Vice-Campeões                   | Placar        |
| ---- | ----------------------------------- | ------------------------------- | ------------- |
| 2015 | Konstantin Kravchuk Denys Molchanov | Alexandr Igoshin Yaraslav Shyla | 6–3, 7–6(7–4) |